# Französisches Viertel
Das Französische Viertel ist ein Stadtteil der Universitätsstadt Tübingen. Er liegt südöstlich der Innenstadt.

## Name

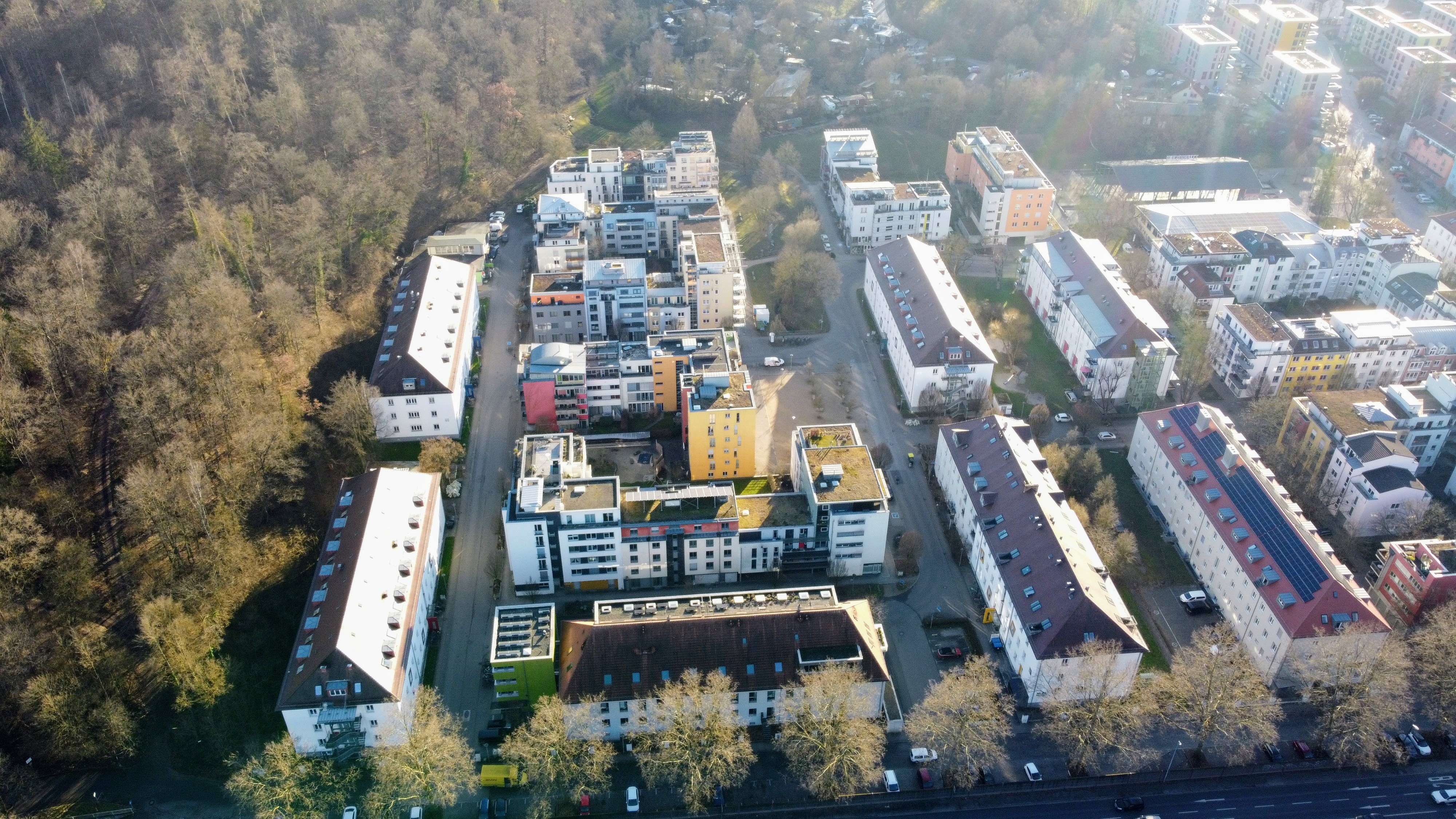
Luftaufnahme des östlichen Teils des französischen Viertels

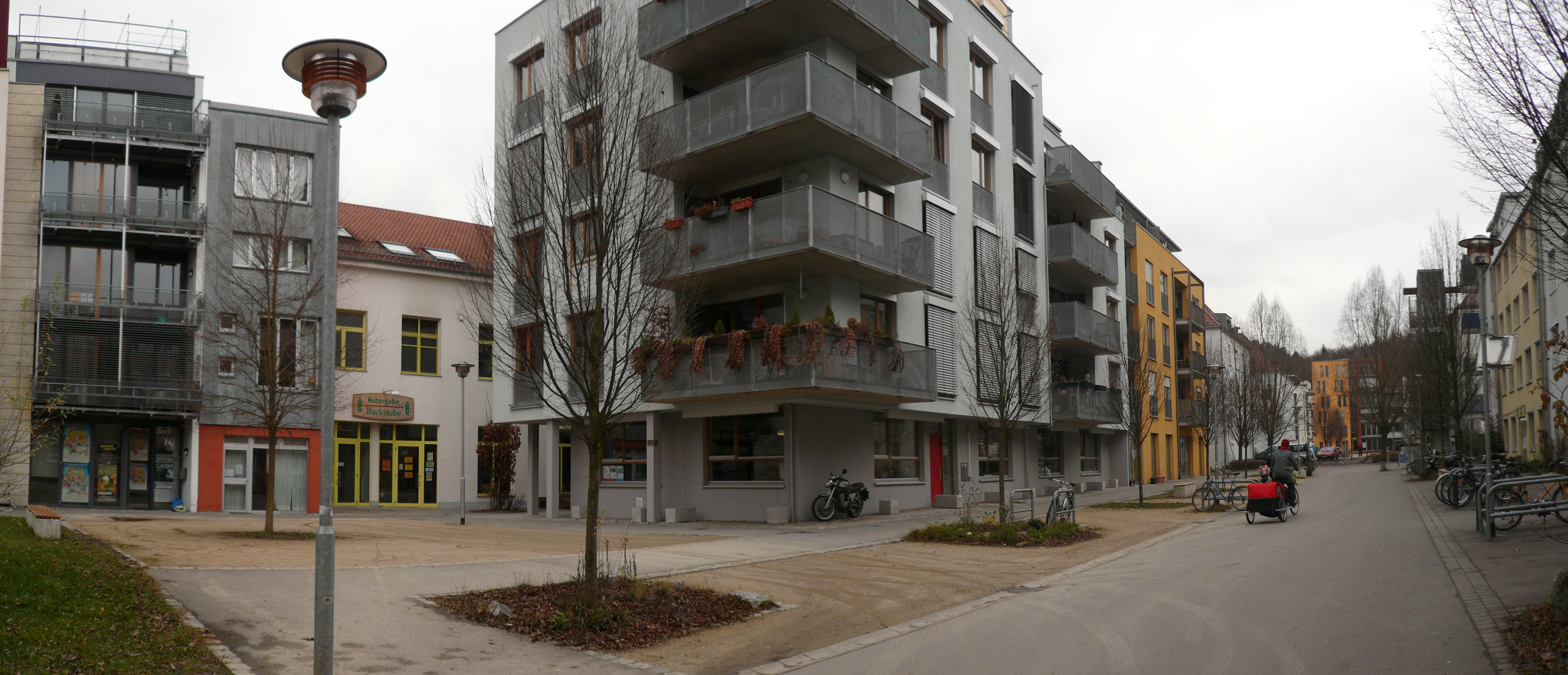
Die neuen Wohngebäude in der Französischen Allee

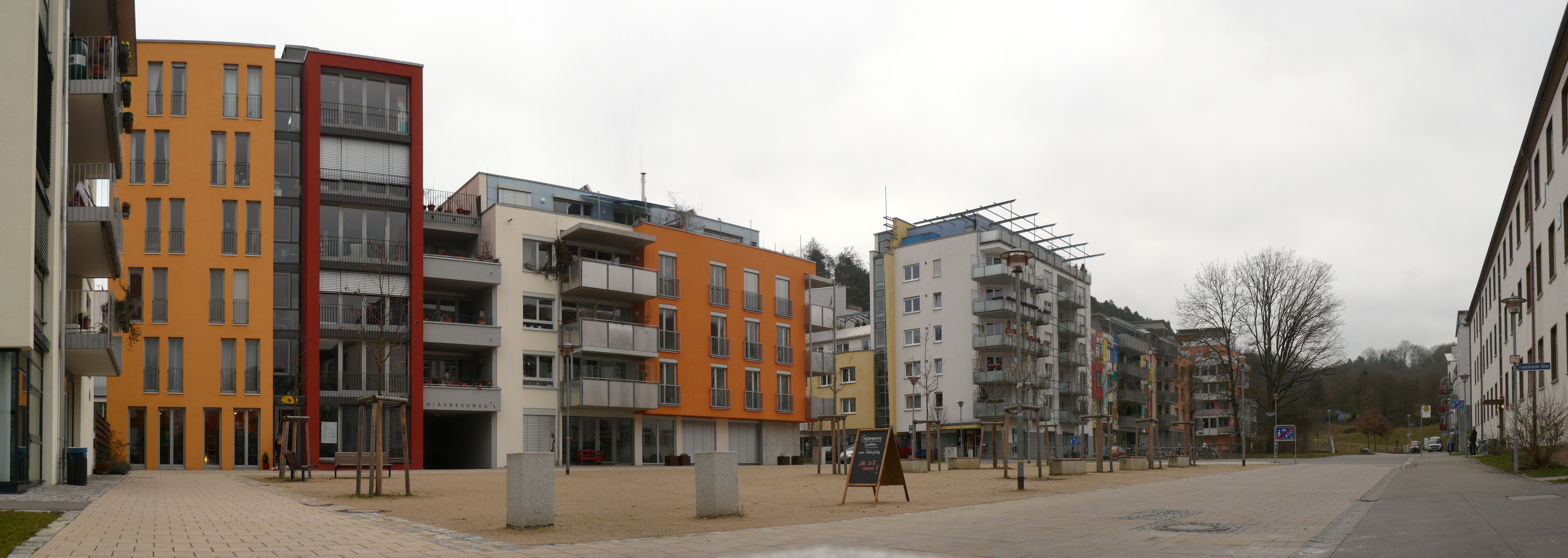
Platz des unbekannten Deserteurs im Osten des Stadtteils

Das ehemalige Areal der früheren Hindenburg-Kaserne wird im heutigen Sprachgebrauch als Französisches Viertel bezeichnet.
Das Französische Viertel hatte im Viertel in jüngerer Zeit vergleichsweise hohe Wahlerfolge von Bündnis 90/Die Grünen. Bei der Landtagswahl in Baden-Württemberg 2011 gingen dort 57 % der Stimmen an die Grünen, bei der Oberbürgermeisterwahl 2014 erhielt Boris Palmer (Grüne) im Französischen Viertel 83,4 % der Stimmen.

## Lage
Die nördliche Abgrenzung zum Stadtteil Au/Unterer Wert ist die Reutlinger Straße/B 28 und die Abgrenzung zur Südstadt ist westlich die Marienburger Straße und südlich die Eisenhutstraße.

## Geschichte
Nach dem Krieg übernahmen die französischen Streitkräfte große Teile der Südstadt. Auf rund 60 Hektar befand sich einer der größten Standorte des französischen Militärs in Deutschland. 
Nach Abzug der Franzosen im Jahre 1991 kaufte die Stadt Tübingen die leer stehenden Kasernen und verkaufte sie anschließend an private Bauherren und das Studentenwerk Tübingen (AöR). Die gesamten Flächen umfassten in der Südstadt ca. 65 Hektar städtebauliche Gesamtentwicklung, 9 Hektar davon umfassen das Französische Viertel. Eine ähnliche Entwicklung wurde mit der Loretto-Kaserne unternommen.
Die Stadtplanerischen Konzepte sind Abkehr vom Siedlungsbau im Grünen, die soziale Vielfalt und der Vorrang für den nicht motorisierten und öffentlichen Nahverkehr. Drei Buslinien und eine Nachtbuslinie erschließen seither das Viertel. Das gesamte Viertel ist verkehrsberuhigt für den Autoverkehr und ein beträchtlicher Teil des dichten Wegenetzes ist auf Fußgänger und Radfahrer beschränkt.
Einesteils ist das Viertel stark verdichtet, andererseits ist die Bebauung durch offene Plätze, begrünte Innenhöfe und Grünstreifen großzügig aufgelockert. Die Gebäude haben gemeinsame Höfe, es gibt kleine Mietergärten. Die ehemaligen mehrgeschossigen Kasernengebäude der 30er Jahre wurden ausgebaut und baulich ergänzt mit Aufzügen, Dachausbauten, Balkonen und Wintergärten etc. Abgeräumte Flächen und Freiflächen wurden neu bebaut. Ein Teil der Planung war die sehr differenzierte Gestaltung der einzelnen Gebäude durch unterschiedliche Architekten, dadurch wirkt die Bebauung vielfältig und nicht mehr wie eine Kaserne. Die Gebäude unterscheiden sich im Stil, Materialien, Form, Farbe, Fassadengestaltung, Begrünung etc. Kleine Geschäfte, Dienstleister, Gewerbetreibende und Gastronomie finden sich im gesamten Viertel verteilt.
Im gesamten Viertel finden sich alter Baumbestand, dazu wurden viele Bäume neu gepflanzt. Die „Stadt der kurzen Wege“ wurde Vorbild für ähnliche andere Stadtplanungen. In den Innenhöfen sind fast durchweg Spielplätze integriert, dazu gibt es eine vielfältig nutzbare große Spielfläche am Französischen Platz. Die sogenannte Panzerhalle ist nach drei Seiten offen für Skater und ähnliche Sportarten, daneben besteht die Ballspielhalle.
Seit Ende des Jahres 1993 leben in sechs ehemaligen Mannschaftsgebäuden über 500 Studenten, die bis 2000 die Mehrheit der Bewohner des Viertels stellten. Bis 2002 gab es bereits etwa 1200 neue Bewohner und 750 neue Arbeitsplätze wurden geschaffen.
Neben Studenten in den großen Wohnheimen, den sechs ehemaligen Mannschaftsgebäuden der Kaserne, haben junge Familien sich eine Wohnung gekauft oder wohnen zur Miete, Selbstständige und Künstler wohnen und arbeiten vor Ort.

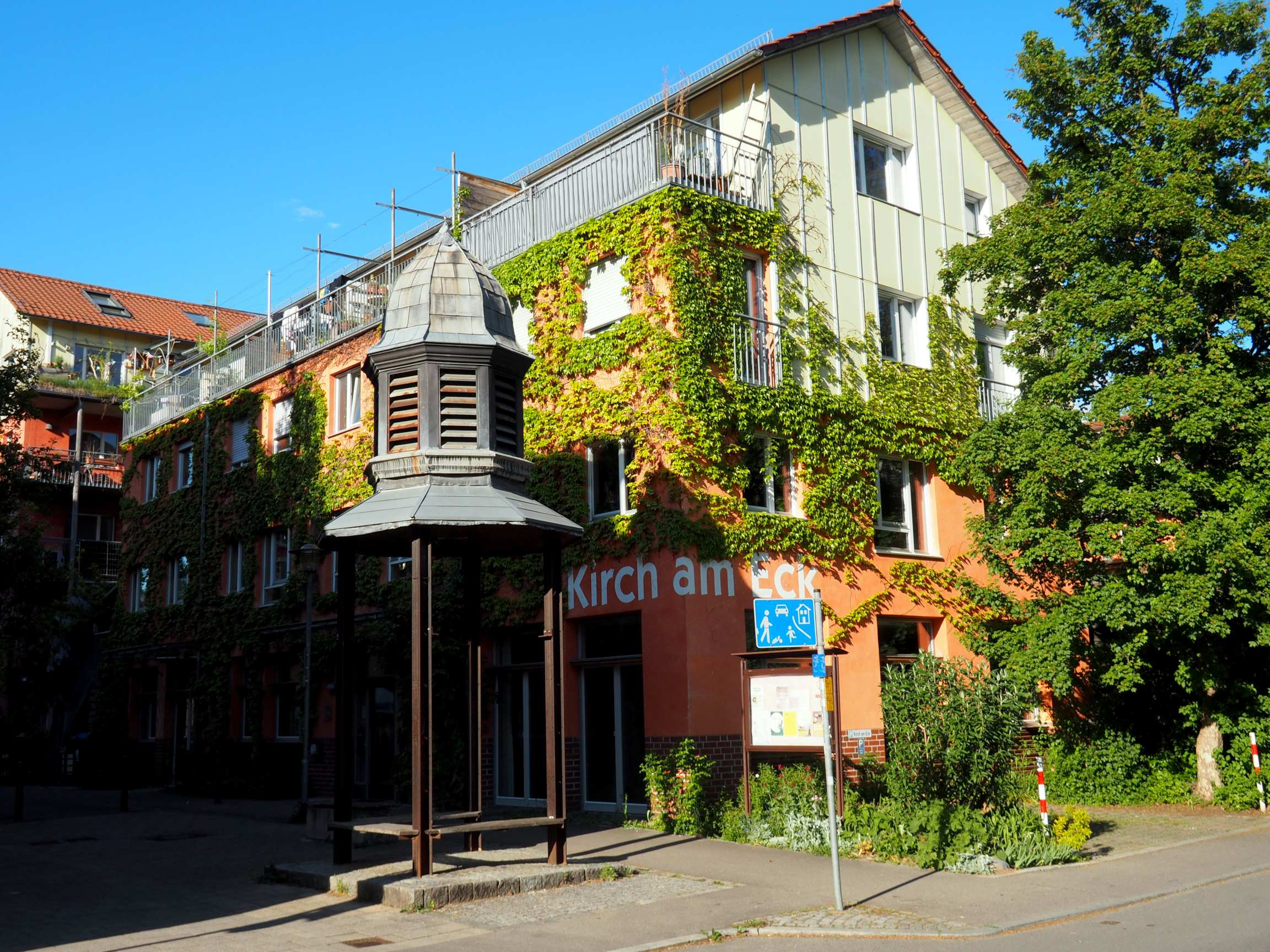
Das ökumenische Zentrum Kirch am Eck, in einen Wohnblock integriert, mit davorstehendem Glockentürmchen

Auszeichnung der Entwicklungsmaßnahme mit dem Deutschen Städtebaupreis 2001, Hauptpreis des Sternstadtwettbewerbs "wie wollen wir wohnen", 2002. Sonderpreis 2020 "Städtebau revisited"
Deutscher Städtebaupreis.

## Einwohnerentwicklung
| Jahr                | Einwohner | Ausländer- anteil in % |
| ------------------- | --------- | ---------------------- |
| 31. Dezember 1993 ¹ | 664       | 40,7                   |
| 31. Dezember 1994 ¹ | 620       | 32,6                   |
| 31. Dezember 1995 ¹ | 592       | 21,5                   |
| 31. Dezember 1996 ¹ | 687       | 21,7                   |
| 31. Dezember 1997 ¹ | 685       | 20,0                   |
| 31. Dezember 1998 ¹ | 1056      | 17,4                   |
| 31. Dezember 1999 ¹ | 1154      | 18,9                   |

| Jahr                | Einwohner | Ausländer- anteil in % |
| ------------------- | --------- | ---------------------- |
| 31. Dezember 2000 ¹ | 1441      | 17,7                   |
| 31. Dezember 2001 ¹ | 1711      | 17,4                   |
| 31. Dezember 2002 ¹ | 1818      | 18,4                   |
| 31. Dezember 2003 ¹ | 1924      | 16,6                   |
| 31. Dezember 2004 ¹ | 2080      | 16,6                   |
| 31. Dezember 2005 ¹ | 2233      | 14,7                   |
| 31. Dezember 2006 ¹ | 2291      | 13,3                   |

¹ Volkszählungsergebnis

## Wagenburg

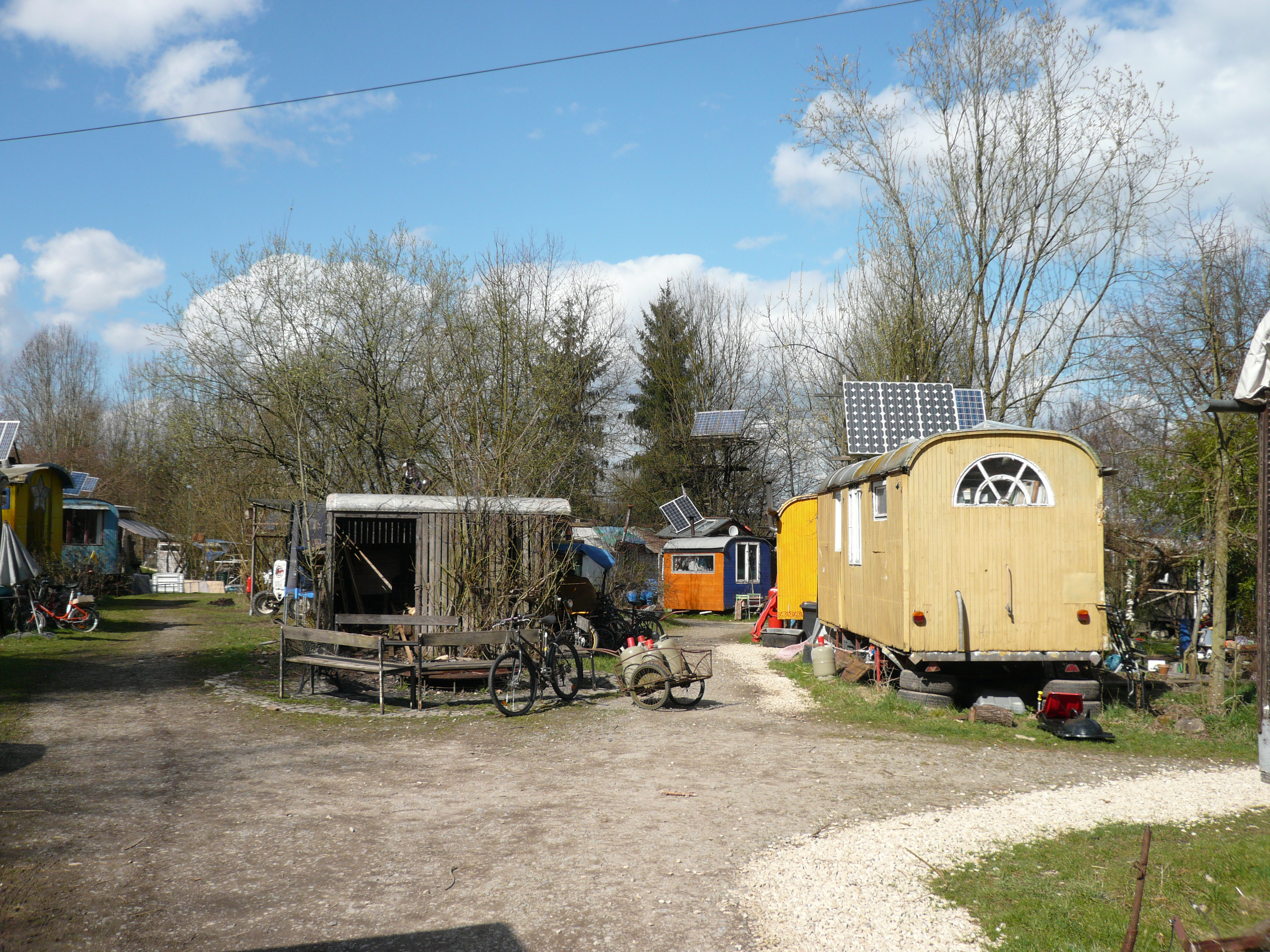
In der Wagenburg

Am südöstlichen Rand des Französischen Viertels liegt die Wagenburg, ein alternatives Wohngelände, auf dem ausrangierte und kunstvoll ausgebaute Bauwagen, selbstgebaute Wohnmobile und einfache Hütten als Wohnraum für einige Dutzend Personen dienen. Der Platz wurde 1991 besetzt und ist seit 1993 von der Stadt geduldet. Inzwischen haben die Bewohner einen Verein gegründet und mit der Stadt einen Pachtvertrag geschlossen. Vom ursprünglich revolutionären Projekt ist nicht mehr viel übrig geblieben. Heute leben dort eher naturliebende ökologisch gesinnte Menschen. Die Bewohner holen Wasser aus einer Quelle und erzeugen Strom überwiegend mit Solarzellen.